# Lycaena daisensis
Lycaena daisensis är en fjärilsart som beskrevs av Matsumura 1926. Lycaena daisensis ingår i släktet Lycaena och familjen juvelvingar. Inga underarter finns listade i Catalogue of Life.